# Kartika Airlines
Fondée en 2001, la compagnie aérienne indonésienne Kartika Airlines est basée à Jakarta.

## Destinations
Kartika dessert notamment Surabaya à Java oriental, Balikpapan et Tarakan à Kalimantan oriental, Medan à Sumatra du Nord, l'île de Batam dans la province des îles Riau et les villes d'Ipoh, Johor et Penang en Malaisie.

## Flotte

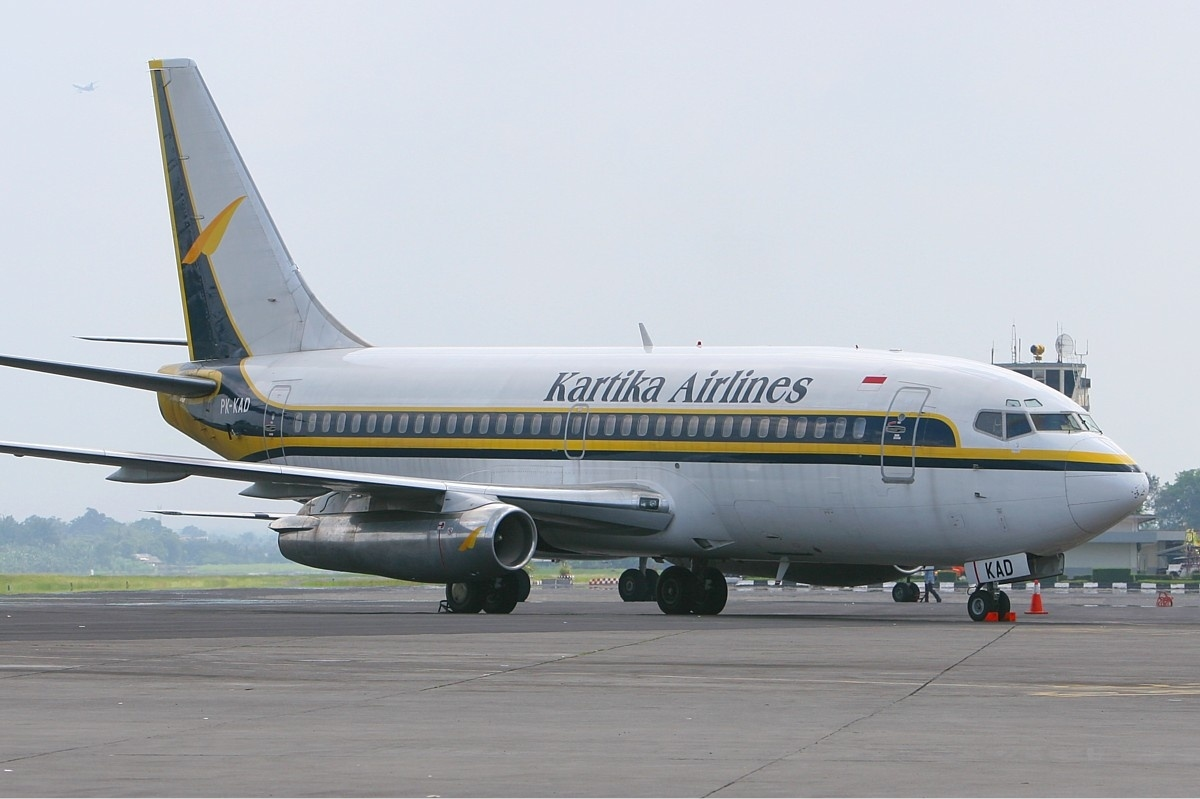
Boeing 737-200 de Kartika sur l'aéroport international de Medan Polonia

La flotte de Kartika se compose en juin 2009 de 2 Boeing 737-200.
En décembre 2008, Kartika a signé avec le constructeur russe Soukhoï un contrat pour l'achat de 15 nouveaux moyens-courriers Sukhoi Superjet et une option sur 15 autres appareils. Le coût total du contrat est de 448 millions de dollars. Les livraisons commenceront en 2011. Kartika utilisera ces appareils sur les lignes régionales et internationales. La compagnie est ainsi le premier client civil de Sukhoi en Asie du Sud-Est, région où le constructeur a jusqu'ici vendu des avions militaires.
Confirmant cet accord, Sukhoi a annoncé le 19 juillet 2010, lors du salon aéronautique de Farnborough, la vente à Kartika de 30 Superjet 100 pour une valeur de 951 millions de dollars.
L'un d'entre eux s'est écrasé le 9 mai 2012 lors d'un vol de démonstration, faisant 45 morts dont les 5 membres du personnel navigant.